# Фрайди
«Фра́йди» (англ. Friday, дословно «Пятница») — научно-фантастический роман американского писателя Роберта Хайнлайна. Опубликован в 1982 году, номинировался на ряд литературных премий, но не удостоился ни одной из них.
В основе сюжета — история жизни Фрайди Джонс — искусственно созданной из гибридной человеческой ДНК женщины, обладающей огромной физической силой, выносливостью, быстротой реакций, умом и сексуальностью. Она служит в частной разведывательной корпорации курьером, исполняющей деликатные поручения. Искусственные люди существуют повсеместно и основная часть жизни Фрайди — борьба с предрассудками и сокрытие своих возможностей и происхождения от обычных, рождающихся без помощи пробирки и скальпеля людей. В финале героиня находит своё человеческое счастье, рождает дочь и поселяется в идиллической колонии на планете Ботани-Бей.
«Фрайди» — первый роман Роберта Хайнлайна, написанный и отредактированный в текстовом редакторе на персональном компьютере. Хотя он не относится к циклам «История будущего» и «Мир как миф», в тексте имеются отсылки к повести «Бездна» (1949) и — косвенно — к другим произведениям своего автора. Критики благосклонно отнеслись к произведению, читатели также подчёркивают высокий уровень текста и примечательные картины фантастического мира. Это одна из четырёх вещей Хайнлайна, в которой изложение ведётся от женского лица. Роман переведён на полтора десятка языков, включая японский и иврит.

## Сюжет
Названия фантастических планет и транскрипция имён даются по переводу Ф. Сарнова

### Фантастический мир
Переводчик и исследователь творчества Хайнлайна С. В. Голд отмечал, что хотя роман формально не входит в цикл «История будущего», но упоминаемые в тексте реалии отсылают к повестям и романам 1940-х годов, особенно «Если это будет продолжаться…», «Бездна», «Космический кадет», и некоторым другим. Действие происходит примерно в XXII веке, через полвека после падения теократии в США — так называемой Второй Американской революции 2076 года. Однако «Каббала» — вооружённое сопротивление, иностранные добровольцы, мормоны, католики и другие не сумели договориться о разделе власти, и Америка, формально восстановив демократию, оказалась на пороге гражданской войны. Этого удалось избежать, когда к власти пришла криптократия («Третья сила» — тайный орден постчеловечества), устроившая тотальную антиклерикальную чистку. Однако прежние методы управления не годились: разработанные при теократах методы промывки мозгов и высокие технологии привели общество к тоталитаризму. После Второго Атлантического восстания крупные государства балканизировались: Канада распалась на англо- и франкоговорящую части, а США развалились на несколько государств (включая Техас и гиперлиберальную Калифорнийскую Конфедерацию, и даже «Чикагскую империю»), которые активно внедряли собственные модели государственного устройства. Глобальное развитие шло плавнее: Йоханнесбургский атомный мораторий и создание Космического Патруля лишили национальные государства ядерного оружия, но очередная попытка мятежа на уровне Патруля показала, что эта структура очень уязвима изнутри. Объединённое в Федерацию человечество успешно колонизировало Солнечную систему: функционировали базы на Луне, Венере и Марсе, построенные в точках Лагранжа обитаемые космические станции позволили реализовать ряд технологий. Легализация генетических экспериментов привела к появлению «продвинутых» животных и искусственных существ, приспособленных к неприятным и опасным условиям работы. Третья сила несколько десятилетий сдерживала технический прогресс, однако открытие прыжкового двигателя сделало возможным быстрые и коммерчески выгодные межзвёздные полёты, продолжительность которых сопоставима с океанскими плаваниями на Земле эпохи парусных судов — порядка нескольких месяцев. Представители Третьей силы — так называемые homo novus — отбыли колонизировать землеподобные планеты. Оставшиеся на Земле стали разрабатывать проект прикладной евгеники — приближая потенциал homo sapiens к возможностям homo novus, так появились искусственные люди: «Мать моя — пробирка, скальпель — мой отец».
Лишённый контроля криптократов мир погрузился в череду корпоративных войн. Дэниэл Шипстоун, создав супераккумуляторы, основал величайшую из монополий — на компактные неограниченные источники энергии, применяемые повсеместно, от бытовой техники до звездолётов. По-видимому, батареи Шипстоуна, полностью децентрализовавшие энергосети, имели какое-то отношение к сверхпроводимости. Следствием этого стал крах целых отраслей промышленности. На мировую арену вышли новые игроки, которые за считанные десятилетия превратились в мегакорпорации, сконцентрировавшие в своих руках все богатства и ресурсы на Земле и планетах Солнечной системы. Национальные государства перестали быть фактором политики и истории, а власть на Земле окончательно перешла в руки олигархов, которым противостояли некоторые режимы в Космосе. ООН ещё существует по инерции, но в ней больше четырёхсот членов, которые покорно голосуют, за что прикажут. Нет больше раздробленной Германии и СССР, вместо них упоминаются Пруссия и Россия, между которыми незадолго до того произошла война. Национальные государства вообще не в состоянии поддерживать элементарный порядок на своих территориях, и в мире господствует партикуляризм — население дробится на группы по расовому, социальному, религиозному, и прочему признакам — «лишь бы не быть, как все». Святой Престол эмигрировал на планету Мидуэй, где Папа-в-Изгнании по-прежнему служит мессу на потеху туристам. Колонии на землеподобных планетах напоминают земной фронтир далёкого прошлого, но с современной наукой и техникой; за право колонизации полагается высокий иммиграционный сбор. Земным олигархам противостоит Реальм — богатая и красивая планета, но «диктатура в чистом виде», возглавляемая Первым Гражданином. В финале герои поселяются на планете Ботани-Бей, расположенной в четырёх месяцах полёта звездолёта от Земли и Луны. Особенность её в том, что две трети первых колонистов были австралийцами, и это единственная внеземная колония, на которой официальным языком является английский и свободное владение им — обязательное условие для въезда.

### Фабула
Роман включает тридцать три главы. Сюжет линейный, действие финальной главы разворачивается через двадцать лет после основного действия.
Главная героиня — Фрайди Джонс, у которой также имеется рабочий псевдоним Марджори Болдуин. Она — генетически модифицированный искусственный человек (ИЧ), превосходя обычных людей в физической силе, быстроте реакции и, отчасти, интеллекте. В обществе существует сильное предубеждение против ИЧ, поэтому Фрайди по мере сил скрывает своё происхождение и физические возможности. Она выросла в приюте и служит в качестве курьера-боевика в частной военной организации. Работа предполагает опасные задания по всему миру и некоторых околоземных колоний-поселений; в мирах других звёзд Фрайди ещё не успела побывать. Боссом Фрайди является доктор Болдуин, как потом выясняется, ставший источником генов для её создания, а организация зарегистрирована в «свободном штате Делавэр». Её постоянным домом является Новая Зеландия, где Фрайди входит в групповую семью из нескольких мужчин и женщин.
После возвращения Фрайди с очередного задания, её схватили и жестоко изнасиловали представители конкурентов, но не смогли найти микрофильм с данными, которые она должна была доставить. Не оправившись окончательно, Фрайди теряет и свою семью в Новой Зеландии: из-за спора о расизме она показывает свои истинные физические возможности. Из-за развода она теряет все сбережения, ибо подписала брачный контракт на кабальных условиях, а групповая семья устроена как акционерное общество. На обратном пути она знакомится с супругами Тормей: капитаном полубаллистического пассажирского самолёта Жаном, его супругой Жанет и вторым мужем Джорджем. Во время душевного уик-энда дома у Тормеев в Британской Канаде начинается «Красный четверг» — глобальная нестабильность без объявления войны. Разные группы берут на себя ответственность за взрывы, убийства и саботаж. Намного позже Фрайди узнала, что это было следствием фракционной борьбы в мегакорпорации «Шипстоун». Поскольку Фрайди и Джордж — неграждане, их пытаются арестовать, и пара бежит в Калифорнийскую конфедерацию, где мисс Джонс случайно спасла во время покушения президента и выиграла круглую сумму в лотерее. В Чикагской империи ей приходится расстаться с Джорджем (он инженер-генетик, узнавший её секрет и убедивший, что Фрайди — самый настоящий человек и даже сверхчеловек). После многих приключений Фрайди-Марджори добирается до штаб-квартиры, где из неё пытаются сделать аналитика-предсказателя, используя усиленные интеллектуальные возможности. После смерти босса Болдуина компания распускается, а Тормеи исчезают неведомо куда. Фрайди остаётся безработной и бездомной: босс оставил ей крупную сумму, которая может быть использована только для переезда во внеземную колонию.
Фрайди поселяется в Лас-Вегасе (свободный штат Невада), где на неё выходят бывшие партнёры покойного босса, и нанимают курьером для задания под прикрытием межпланетного туристического круиза. Она убеждается, что стала частью некоего политического заговора и фактически помещена в золотую клетку: хотя её выдают за богатую беззаботную туристку, она круглосуточно находится под наблюдением, в том числе экипажа звездолёта. Когда Фрайди понимает, что беременна (ещё в приюте её стерилизовали), она приходит к выводу, что является инкубатором для Первого Гражданина планеты Реальм и после этого не сможет остаться в живых. Договорившись со своими слугами-охранниками (Матильда — рабыня-«искусственница», а Персиваль — тоже ИЧ — входил в группу насильников), Фрайди устраивает побег на рывок на планете Ботани-Бей, где перед самой высадкой встретила всех Тормеев, также переселявшихся с Земли. Власти Ботани-Бея не выдают беглецов; Фрайди входит в семью-восьмёрку вместе с Яном, Джорджем, Жанет, Матильдой и Персивалем, за которого официально вышла замуж. Дочь Первого Гражданина Венди — теперь дочь Фрайди. Венди является доказательством человеческой природы самой Фрайди («Только женщина-человек может родить человеческое дитя»). Завещание босса позволило оплатить вступительные взносы Фрайди, Матильде и Персивалю, а также вложить деньги в ферму.

Я — секретарь городского совета, я — руководитель программы в Ассоциации «Родители — преподаватели». Я — старший инструктор в женском скаут-лагере, я — вице-президент Клуба садоводов, и я состою в комитете планирования колледжа, который мы основали здесь… О да, я нужна им, нужна всем, и…

Какое же это сладкое чувство!

## Литературные особенности

### История создания и публикации
В ноябре 1980 года Хайнлайн начал разрабатывать планы нового романа. Его супруга Вирджиния предложила развить сюжетные идеи повести 1949 года «Бездна», аргументируя это тем, что доктор Болдуин являлся «одним из самых симпатичных персонажей», чьи возможности не были раскрыты в полной мере. Кроме того, Хайнлайн развил идею из романа «Достаточно времени для любви» о генетической сборке человека из разных источников. С самого начала писатель определился, что протагонист станет генетическим потомком Гейл и Джо Грина из этой же повести, у которых по сюжету не было шанса завести собственное потомство. Как отмечал биограф У. Паттерсон, Фрайди как генетическая сборка лучших представителей человечества контрастирует с балканизацией США, составляя символический контраст микро- и макрокосма. Главный сюжет выстраивается вокруг осознания героиней-сверхчеловеком своей человеческой природы и обретения ею внутренней целостности. Претекстом послужил «Робинзон Крузо», но Пятница сделалась женщиной, чей образ Хайнлайн совместил с Кунигундой «Кандида» — Вольтер был одним из любимых его писателей. По форме роман выстраивался как травелог — Фрайди в силу своей профессии вынуждена активно осваивать мир. Чтобы не запутаться, Роберт Хайнлайн расписал внутреннюю хронологию действия и места, и даже рискнул в одиночку проехаться до Виксберга и Виннипега, в которых до того не бывал, и в которых разворачивалось действие «Фрайди».
Ко времени начала написания романа Вирджиния Хайнлайн решила перевести мужа с пишущей машинки на персональный компьютер. Она приобрела Zenith Z-89, доставленный 2 апреля 1981 года вместе с принтером и прочей периферией, включая сканер и программное обеспечение. Освоив текстовый редактор, Хайнлайн собственноручно ввёл черновик в память компьютера и развлекался с функциями поиска и автозамены: он за считанные минуты заменил имя персонажа во всём тексте романа. Друзьям он хвалился, что «освобождён от тирании машинисток». Хайнлайн спешил закончить «Фрайди» к апрелю, чтобы разместить фрагменты романа в журнале Omni, но поссорился с его главным редактором Беном Бовой из-за публикации рецензии Алексея Паншина. В руки литературного агента вычитанная и распечатанная рукопись была передана в июне 1981 года. По контракту, издательство Holt, Rinehart and Winston должно было выпустить тираж к 1 июня 1982 года. В последний момент Хайнлайн добавил три колонки посвящений — более чем тридцати персонам; каждому из них полагался дарственный экземпляр с автографом. Сигнальный тираж в 500 экземпляров был доставлен ему на дом в феврале 1982 года, чтобы писатель расписался на каждом из них. В мае в Анахайме издательство организовало конференцию Ассоциации книгопродавцев и в первую неделю после выхода тиража роман находился на девятом месте в списке бестселлеров издательства.

### Эпос и утопия
Историк и антрополог Леон Стовер рассматривал роман «Фрайди», исходя из контекста мифологии и эпоса. Он отталкивался от факта, что главная героиня получила имя скандинавской богини плодородия, да и сама Фрайди — порождение современного фантастического мифа, бионическая конструкция из человеческих генов. Это даёт автору преимущество стороннего наблюдателя, однако мисс Джонс — не марсианин, хотя тоже (по крайней мере, на словах), не считает себя человеком, зато высказывает актуальные суждения Хайнлайна, изложенные в его обыкновенной манере. Картина земной реальности продолжает саркастическую линию «Не убоюсь я зла», выбирая наиболее нездоровые тенденции, сигнализирующие об упадке земной цивилизации. Балканизация предстаёт как кейбелловская «комедия распада». Суровый босс Фрайди — доктор Хартли Болдуин, очень напоминает Д. Гарримана — руководителя лунного проекта «Истории будущего», хотя он и занят более глобальными вещами, вероятно, возглавляя некий всемирный заговор. Также он один из героев повести 1949 года «Бездна», посвящённой типичнейшему «пробному камню» фантастической литературе — история о «сверхчеловеке» (то же полагал и Дж. Гиффорд). Этот пласт в творчестве Хайнлайна, по мнению Л. Стовера, восходит к Ордену самураев из «Современной Утопии» Уэллса, которая, в свою очередь, является индустриальной версией платоновского Государства с его сословием стражей. Босс Болдуин посвятил себя борьбе за всеземное единство, которая оказалась безнадёжной и провальной. По мнению Стовера, корпорация «Шипстоун» как потенциальное мировое правительство с перспективой распространения его на все космические колонии, было проектом Болдуина. Таинственное интеллектуальное задание для Фрайди, из которой попытались сделать Кассандру века компьютерных сетей, было попыткой просчитать, насколько компания будет в состоянии реализовать идеалы босса. И эта идея неоригинальна, будучи описанной в уэллсовском «Открытом заговоре» 1928 года: великий английский утопист предлагал убедить глав крупнейших мировых компаний использовать свои транснациональные деловые связи на благо всеобщего единения. Попутно Фрайди изучает симптоматику болезней культуры, важнейшей из которой является партикуляризм:

Есть один плохой признак, когда люди в стране прекращают отождествлять себя со страной в целом и начинают отождествлять себя с какой-то группой внутри страны. С расовой, допустим. Или с религиозной. Или с языковой… Словом, с чем угодно, но только не со всем населением.
Впрочем, для самого Болдуина самым страшным симптомом является другой: «Умирающая цивилизация всегда отмечена личной грубостью каждого её представителя. Дурные манеры, нежелание хоть в чём-то уступить другим. Утрата элементарной вежливости и хороших манер гораздо более симптоматична, чем какой-то бунт». Эта тенденция будет развиваться и в последующих романах Хайнлайна, например, «Кот, проходящий сквозь стены». Босс проиграл свою битву с ветряными мельницами, поэтому порядочные люди должны покинуть Землю, и последним заданием для Фрайди является исследование издержек и выгод переезда на инопланетные колонии. В финале женщина-супермен довольствуется пионерской жизнью «колониальной домохозяйки» в групповом браке, адаптированном к условиям далёкой пограничной планеты, где не хватает женщин. Это тоже более или менее соответствует её мифологическому прототипу. Впрочем, Стовер считал, что предшественницей Фрайди в творчестве Хайнлайна была сестра Магдалина — бывшая служительница теократии, а затем агент-боевик организации сопротивления из повести «Если это будет продолжаться…». Умелый пропагандист и безжалостный боец, после революции она находит своё тихое счастье с Джоном Лайлом, который много слабее её как личность.

### Пикаро и травма
Исследовательница Фара Мендлезон полагала, что в корпусе позднего творчества Хайнлайна «Фрайди» — более традиционное по форме приключенческое произведение и одновременно это самый радикальный роман Хайнлайна, направленный против рабства в любых его проявлениях — развитие ювенильного «Гражданина Галактики». Автор наглядно показал, что в технологическом будущем люди будут продолжать искать способы переосмыслить и переименовать рабство, маскируя его и делая общественно приемлемым. Хайнлайн не изменил своему сексуальному радикализму, но Ф. Мендлезон характеризовала героиню Фрайди Джонс как «демонстрацию гораздо более здоровой модели сексуального поведения и взаимодействия». В контексте биографии писателя можно обнаружить во «Фрайди» страх Хайнлайна за состояние современной ему Америки — для республиканца, он допустил чрезвычайно жёсткую критику транснациональных корпораций. Внешне, по крайней мере до половины текста, роман имитирует сюжетные ходы и стилистику шпионского триллера. Например в романах Ле Карре, типовой секретный агент шпионского романа всегда обладает твёрдым стержнем и ощущает себя носителем высшей или истинной системы моральных ценностей. Даже если он использовал лицензию на убийство, то действовал ради некоей высшей цели. Такая модель использовалась и Хайнлайном, по крайней мере, в «Кукловодах» и «Бездне», но не во «Фрайди». Агент-курьер не знает, чем конкретно занималась фирма её босса, не говоря о том, чтобы подвергнуть моральной оценке эту деятельность. До смерти доктора Болдуина она совершенно наивно заявляет, что у организации благая цель, ибо в ней служат хорошие люди, и потому что босс благоволит к ней — неполноценной недоличности.
Образ Фрайди можно анализировать в контексте жанра плутовского романа, с которым любил экспериментировать Хайнлайн. На это обращал внимание и фантастовед Джо Сандерс. Новаторство писателя в том, что Фрайди — это анти-пикаро, плут, которому навязано его амплуа, и который глубоко недоволен своею участью. Повествование отвечает плутовскому жанровому шаблону: цельный сюжет отсутствует, повествование представляет собою цепь слабо связанных между собой эпизодов, завязанных вокруг конкретного приключения или злоключения персонажа. Фрайди, строго говоря, не является протагонистом, она антагонист — с которой и вокруг которой много чего происходит. Более того, для «Фрайди» принципиально важным является различие «чего-то» и «кого-то», а повествование переплетается с романом воспитания, потому что Фрайди Джонс потребовалось очень много времени, чтобы понять, что именно она собою представляет, чего хочет и как может этого добиться. Антисущность антижанрового персонажа считывается уже на уровне имени: «Пятница» — архетипический раб-туземец Робинзона Крузо; и как её архетип, Фрайди находится в рабстве у доброго хозяина, к которому испытывает искреннюю благодарность. Её профессия — курьер — позволяет ей передвигаться по всему миру с некоей целью, которая не является её истинным предназначением. Фрайди аморальна — в силу того, что ей внушили, что искусственным людям мораль не свойственна, и она действительно не понимает норм морали, ибо не привязана ни к одной человеческой культуре (как и расе, и потому не способна понять и сущность расизма), не считая необходимым следовать каким-либо условностям. Она принимает жизнь, какой есть, в силу того, что воспитывалась в приюте, потом была наёмницей, и каждый раз целеполагание и долгосрочное планирование над ней осуществлял кто-то вышестоящий. Именно эти особенности делают мисс Джонс идеальным курьером, которая прекрасно осознаёт, что её путь нельзя просчитать и невозможно контролировать. Между тем, в классических плутовских романах пикаро очень глубоко воздействует на реальность и манипулирует окружающими; во «Фрайди» реальность постоянно воздействует и переделывает главную героиню. Глубокое понимание романа возможно, если воспринимать его как плутовское действо, агонист которого жаждет отыскать свой дом и сбросить путы жанрового амплуа. Фрайди, как отметил Дж. Сандерс, даже когда полностью осознаёт свою природу в сравнении с обычными людьми, не преисполнена жажды мщения, не жаждет доминировать (чего от неё, собственно говоря, ожидается), её идеал «любящее доверительное подчинение».
Фабула построена так, что каждый раз, как Фрайди отправляется «домой» (в круг друзей, группу собрачников, офис спецслужбы), кто-то немедленно вмешивается и воздвигает почти неодолимые препятствия. В самой первой главе её похищают, зверски насилуют и едва не убивают. Добравшись, наконец, до новозеландского «дома», она обнаруживает что их «S-группа» рушится, и, вероятно, никогда и была уютным и безопасным убежищем, которого Фрайди так жаждала. Рефлекторным её действием является саботаж, когда она под давлением внешних обстоятельства раскрывает своё происхождение. Затем она всё-таки находит комфортабельный дом и его обитателей: Жана, Жанет и Джорджа — и тут же грянул «Красный четверг». То есть Фрайди — пикаро по обязанности, а не сущности и внутреннему выбору. Роль и происхождение заставляют её отмежёвываться от окружающих. Перелом в личностном росте Фрайди начинается в 20-й главе, когда она флиртует с таким же искусственником Эндрюсом, а потом он её бросает, ибо не сумел опознать сущности ИЧ, как она в нём. В этой главе оказывается, что пикаро — это не сгусток свободы, а всего лишь существо, оставляющее за собой лишь пустоту. Постоянные неудачи Фрайди и её бесконечные ошибки объясняются тем же самым: она даже не понимает, что навязанная социальная роль причиняет ей дискомфорт. Это проявилось в новозеландской сцене, когда Фрайди продемонстрировала своё физическое превосходство как раз над тем мужчиной, к которому в их «S-семье» чувствовала наибольшую близость. И её постоянная тяга прилепиться к коллективу, обрести свой дом, — это и есть попытка уйти от жизни пикаро, хотя она сама непроизвольно привносит в обретённое пространство плутовскую атмосферу. Её кредо выражено в седьмой главе:

[Я плачу́] …за привилегию окунать руки в мыльную воду при мытье посуды, так я думаю. За привилегию кататься по полу с детьми и щенками так, чтобы тряслись стены. За тёплое чувство, что, где бы я ни была, на этой планете есть место, где я могу всё это делать по праву, потому что я часть этого. Неплохая сделка.
По адресу моделей групповой семьи и сексуальной морали во «Фрайди» было высказано немало негативных сентенций. Фара Мендлезон выделила две базовых семейных модели, описанные в романе, обе матриархальные: в Новой Зеландии семейную группу возглавляет фригидная интриганка Анита, а в Виннипеге альтернативная ячейка общества формируется вокруг Жанет. «Семья» Аниты представляет собой акционерное общество, и от собрачников требуется покупка доли в семейном бизнесе; Фрайди не контролирует ни семейных финансов, ни своей доли. Нет возможности выбирать и в интимной сфере. Когда дочь Аниты Элен выходит замуж без одобрения, начинает кризис, ибо все отношения завязаны на отношения собственности. В интимной сфере всё то же самое: Фрайди делит постель с мужчинами-собрачниками по графику, примерно так же, как вносит платежи на семейный счёт. Осознать масштаб манипуляций над собой Фрайди смогла в Виннипеге, когда познакомилась с Жаном и Жанет, но даже тогда она искренне считает, что не заслуживает ничего хорошего. Ключом к пониманию образа Фрайди является то, что она — рабыня. Даже получив документы, удостоверяющие её законное происхождение и всю полноту гражданских прав, она считает себя самозванкой, и жизнь её определяется двумя эмоциональными доминантами — благодарностью и страхом. Она испытывает благодарность к дающим, и испытывает страх лишиться всего. То есть главный психологический акцент поставлен на ущербе, который рабское самосознание несёт Фрайди. Её отношения с окружающими носят откровенно коммерческий характер: место в новозеландской семье она купила дважды — своим телом и своими деньгами. Считая себя недостойной, она не в состоянии понять, что такое любовь и принять дар любви, за который не нужно и даже нельзя расплачиваться в любой форме.
Совершенно не случайно, что сцена изнасилования оказалась почти в самом начале романа. История Фрайди — это история жертвы насилия (в самом широком смысле) и её выздоровления. Что такое семья, она не имеет ни малейшего понятия: «Мать моя пробирка, и скальпель — мой отец»; это формула идентичности ИЧ. Даже в приюте она так и не узнала чувства «стаи», защищённости от идентификации. Фрайди вынуждена вечно притворяться, выдавая себя за «белую» в расистском обществе, и за «человека» в обществе, которое не считает её человеком. Результатом может быть только надлом и невозможность выстраивания позитивно окрашенных отношений. Отношения с боссом иные: она ему искренне благодарна, вдобавок, он знает о её природе и возможностях. Аморальность Фрайди заключается в том, что кроме секса ей нечего предложить окружающим, сигнализируя, что она одновременно заслуживает доверия и достойна его. Когда она познакомилась с бравым пилотом Жаном и закрутила с ним мимолётный роман, она уже не ощущает в Новой Зеландии благодарности, что ей позволили купить себе местом в семье, где практикуется обмен жёнами. Понять по-настоящему, что такое домашняя жизнь, Фрайди было суждено после смерти босса, когда она некоторое время прожила вместе с Голди, Анной и Майком. Даже финальная миссия носит обманно-принудительный характер: подписав контракт курьера, Фрайди оказалась инкубатором наследника правящего семейства. В контексте романа — это высшая точка насильственных действий над главной героиней; поэтому глубоко не случайно, что её подельщиком при побеге на Ботани-Бей оказался агент-охранник, участник группового изнасилования в самом начале романа. Пит (Персиваль) — такой же раб-искусственник, как и сама Фрайди, и даже имеет ещё меньше степеней свободы, являясь двойным агентом, и не имея документов обычного человека. Фрайди вовсе не «прощает» его, понимая всю предысторию.
Джо Сандерс утверждал, что финал романа, хотя и обманул ожидания подавляющего большинства читателей и критиков, «убедителен сам по себе».

### Общественный синтез, искусственные существа и межзвёздный фронтир
Исследователь Надер Элефнави отмечал, что «Фрайди», по сравнению с другими произведениями Хайнлайна, была обделена вниманием критиков и экспертов, исходящих из предвзятого мнения о том, что поздний Хайнлайн исписался и повторял свои ранние темы, которые были раскрыты в достаточной степени в других его вещах. Безусловно, в романе много перекличек с метанарративом Хайнлайна и представлены всего любимые темы культурного и общественного упадка, свободы, общности и фронтира, однако они впервые помещены в постиндустриальное общество и даже, отчасти, «квазикиберпанковскую среду», проводя исследование столкновения хайнлайнового этоса с этой средой. Поэтому главное желание Фрайди — принадлежать микроскопическому мирку, где будет нужна, любить и быть любимой. Это оказывается почти невозможным из-за самого развития общества, размывания всех общественных структур и бесконечно ускоряющегося темпа жизни. «Давление настоящего уничтожает чувство будущего, — в том числе общего будущего». Именно это выдвигает на повестку дня неразрешимые вопросы идентичности, в принципе основанные на опыте прошлого. Своеобычные для Хайнлайна рецепты — лекарством от невозможности «вписаться» является бегство на фронтир — приобрели в романе новые оттенки. В философско-мировоззренческом плане это отражение выделенной Брюсом Франклином и Эдгаром Слассером дуальности кальвинистстко-эмерсоновского монадического индивидуализма (либертарианство) и мораль, которую Хайнлайн обосновывал биологическими задачами выживания группы и всего человечества. В русле второго подхода индивидуум всегда является членом некоей группы, что и стало основанием для непрестанных обвинений Хайнлайна чуть ли не в фашизме. Это противоречие задаёт темп любого повествования Хайнлайна и никогда не разрешается, в лучших из его вещей исследуясь в крайних проявлениях: коммунализме «Чужака в чужой стране» или солипсизма «Достаточно времени для любви». При этом Хайнлайн никогда не упускал темы попрания прав индивидуума со стороны сообщества любого масштаба. «Фрайди» — это очередная попытка отыскать модель синтеза общественного и индивидуального начал, вероятно, недостижимого в земных условиях. Состояние западной цивилизации во «Фрайди» описано как принципиально нездоровое: речи не идёт о вступлении человечества в новую фазу развития, напротив, всё сигнализирует о приближающемся крахе. Герои романа не принимают этой ситуации и задаются вопросом как «исцелить болезни, опустошающие эту сладкую землю свободы». Если в «Звёздном десанте» 1959 года Хайнлайну казалось, что военной дисциплины и прививки ответственности будет достаточно, то уже в конце 1960-х годов он погрузился в пессимизм, провозгласив в «Не убоюсь я зла», что болезнь, разъедающая США, смертельна. Поскольку дух лучших представителей человечества не сломлен, босс Фрайди — страстный библиофил — призывает «готовить убежища в преддверии грядущих Тёмных веков; снова нужны книги на прочной бумаге и стойких чернилах». Фрайди тоже находит своё счастье в активной жизни на фронтире — планеты Ботани-Бей, где может строить свою жизнь на равных с ближними, и ощущая себя их частью.
А. Буровский высказывал мнение, что Хайнлайн, отчасти, полемизировал с «Франкенштейном». Мэри Шелли заложила традицию изображения искусственных существ опасными для человека, желающими отомстить. Фрайди не агрессивна, по-своему симпатична, физически сильнее и устойчивее обычного человека. Роберт Хайнлайн сделал свою героиню безнравственной, что для него было положительным качеством, дающим массу преимуществ. Тема клонов и искусственных личностей Хайнлайном поднималась в «Достаточно времени для любви», где представлены намного более экзотические, по сравнению с Фрайди, создания. Как обычно, Хайнлайн не ставит под сомнение принадлежность искусственных людей, сложенных из человеческих генов, к роду человеческому, не давая этому последнему определения. И босс Болдуин, и Джордж Перро не ставят под сомнение природу Фрайди, которая «такой же человек, как и праматерь Ева». В мире Хайнлайна не существует простого и понятного способа идентификации ИЧ, даже для тех, кто по своей профессии «знает лучше», как тот же Джордж. Это невозможно даже для самой Фрайди, что и проявилось в сцене её общения с Тревором, который тоже оказался ИЧ, и они не опознали друг друга. То, что мисс Джонс-Болдуин обладает абсолютным иммунитетом, никогда не заболеет раком, а её ловкости достаточно, чтобы поймать муху на лету, внешне не проявляется. То есть, помимо биологии/генетики, между ИЧ и «обычными» людьми не сушествует никаких ментальных или психологических различий. Стигматизация ИЧ, их рабский статус (развод Фрайди в Новой Зеландии последовал из-за того, что «искусственники» не могут иметь правовой автономии) не есть констатация их «нечеловечности», а является отказом признать их человеческий статус. Пример самой Фрайди и показывает, что когда-то некто постановил, что ИЧ не являются людьми, и не имеют права на правосудие и равные права. Фрайди ощущает себя как представитель любого этнического меньшинства, и в эпизоде с Новой Зеландией, сыр-бор разгорелся из-за вопроса о замужестве одной из дочерей семьи с тонганцем. Искусственные существа при этом многообразны, изначально их создавали как узкоспециализированных исполнителей специфических задач, например, гномы-кобольды — профессиональные шахтёры, сапёры и спелеологи. Это дополнительный факт, чтобы ИЧ не могли осознать своей идентичности. Фрайди сама говорит, что если французы готовы умереть за «Прекрасную Францию», крайне сомнительно, чтобы искусственник положил жизнь за Homunculi Unlimited. Фрайди не может найти своё место на Земле, так как не была зачата и рождена. Её сборка генов не позволяет отнести её ни к одной расовой или этнической группе, в ней намешаны «финны, корейцы, индийцы и свази». Босс, насколько это можно судить по его завещанию, — был одним из источников генетического материала и мог считаться её приёмным отцом. Эта коллизия отсылает к «Кукловодам» (главный герой которого — сын руководителя спецслужбы), но намного усложнена, ибо босс не проявляет к Фрайди отцовских чувств, да и само отцовство в мире искусственников и полиамории весьма условно. Даже само обращение «босс» носит функциональный, а не эмоциональный характер. Вдобавок, Фрайди, выросшая в приюте ИЧ, в принципе не знает массы нюансов, которые можно постичь только в семье. Биологически она сразу стала взрослой, беременную женщину впервые увидела уже выйдя из приюта, много лет пользовалась только пластиковой ложкой, пока не научилась обуздывать супер-реакции организма, из-за которых могла пораниться ножом и вилкой. Она сама признаёт, что существует «миллион мелочей, которые и составляют разницу между воспитанием человека и дрессировкой животного», а её формирование как личности и было дрессировкой. Принятие «само собой разумеющихся» социальных табу и культурных обусловленностей всегда вызывали у Фрайди затруднения.
Перманентный личностный кризис Фрайди накладывается на кризис социальный. Даже если бы она вызрела в утробе матери, она страдала бы от недостатка «стайного чувства», что объясняется сугубо объективными факторами. В перенаселённом урбанистическом мире, погружённом в медиасреду, в котором функционирует интернет, человеческое взаимодействие столь эфемерно, что находится на грани исчезновения. Урбанизация почти уничтожила тесную дружбу небольшого круга людей, общение сводится к огромному кругу поверхностных и необязательных пересечений. Социум размылся до того, что каждый человек бесконечно переключается на разные социальные роли и бесконечно переходит из одной социальной группы в другую. Количество и поверхностность межчеловеческих контактов ещё больше ускоряются сжатием времени и пространства. Более того, развитая технология экстракорпорального оплодотворения позволила окончательно разделить сексуальную и репродуктивную функцию, что сильнейшим образом изменило и социальные отношения, и законодательство. Для Фрайди естественные роды ассоциируются с кошками, и совершенно непонятно, как половая связь может быть мотивацией к браку. В итоге в мире Хайнлайна распространены «S-семья» — юридический и финансовый институт, дети в котором преимущественно не имеют биологической связи с родителями. Подобные отношения описаны во множестве романов Хайнлайна: так, Сэм и Мэри в «Кукловодах» рассуждают, какой им подписать брачный контракт: срочный, возобновляемый, пожизненный, обязывающий одну или обе стороны. В романе «Луна — суровая хозяйка» групповой брак — вынужденная мера из-за сильнейшего полового дисбаланса, когда в каторжных колониях мужчин вдвое больше, чем женщин. То есть функция брака — сбережение семейных доходов и воспитание новых поколений, психологический комфорт и утешение взрослых, — осталась прежней, изменились его формы в связи с общественными переменами. Однако «S-семья» во «Фрайди» откровенно построена по бизнес-схеме, и принимает и отторгает партнёров подобно тому, как конгломеры поглощают и продают дочерние компании. Главная ценность здесь — асоциальность и безответственность. «Приобретая долю в семье в качестве акционера, брачный партнёр приобретает долю в публичной корпорации, и договор заключается подобно любой другой коммерческой сделке». Это большой контраст с «Луной»: в сцене развода Фрайди финансовые и юридические факторы полностью подавляют эмоциональные связи; напротив, в семействе О’Келли из Луна-Сити при введении в семью нового партнёра деньги вообще не упоминаются, зато семейные узы практически нерушимы. Работа тоже не может стать для Фрайди компенсацией тотального одиночества, ибо её профессия курьера по определению требует секретности, и она не имеет профессии и навыков, позволяющей выживать и зарабатывать в гражданском обществе. Это общая проблема информационной эпохи: работа стала чрезмерно специализированной, и люди занимают должности, а не занимаются профессией; так же происходит и идентификация: общественное положение вместо рода деятельности. Профессии возникают и исчезают, требуют быстрой адаптации и переездов к другому месту жительства, делая невозможным поддержание человеческого общения. Транснациональные корпоративные империи также не создают новой общности, более того, их структура покрыта завесой секретности, и вообще непонятно, кому они принадлежат и какую проводят политику.
Спасение отыскивается на просторах Галактики. Фрайди не может изменить своего прошлого — искусственной личности без корней и без родословной, но теперь она смогла «остановиться и перевести дух». В Ботани-Бей Фрайди стала домохозяйкой в фермерском поселении, где исчезла бешеная быстротечность жизни, столь разрушительно влияющей на человеческую личность и отношения. До Земли сто сорок световых лет, множество ненужных условностей и табу исчезли, то, что постоянно травмировало Фрайди, перестало иметь значение. Как всегда у Хайнлайна, полёт на фронтир рассматривается как процесс отсева, когда к звёздам допускаются лучшие, избранные. Отсев имеет множество разных нюансов: существует райская планета Эдем, сделанная земными корпорациями «заповедником пенсионеров-миллионеров». Однако на Ботани-Бей неважно, какое у колониста прошлое, и Фрайди перестаёт вспоминать о своём «странном и постыдном происхождении». Здесь нет юридического крючкотворства, никто не подписывает контрактов, и даже не запираются двери домов. В финале Фрайди перечисляет свои многочисленные обязанности и социальные роли, из чего следует, что она «разорвала путы пространства и времени и освободилась от давления мимолётности». На фронтире вновь обретают значение человеческие отношения, ибо немногочисленные люди вынуждены постоянно жить вместе и должны приспосабливаться друг к другу. Мысленный взор Фрайди обращён в будущее, тогда как на Земле на неё давила тайна её происхождения и необходимость справляться с чрезвычайными ситуациями, неизбежными на её работе. Убийство Первого Гражданина Реальма или эпидемия чумы на Земле только упоминаются, не имея никакого значения — все помыслы героини обращены к её новому дому, его расширению и благоустройству. Человечество вновь обрело простор, на котором можно создать «нечто действительно стоящее».

### Деконструкция жанровых шаблонов
Исследователь и переводчик С. В. Голд отмечал, что романы позднего периода творческого развития Хайнлайна предпочтительнее рассматривать не с точки зрения сюжета и образов, а с позиции тематики. После 1960-х годов писатель стремился максимально отдалиться от жанровых шаблонов, так как ему «надоело рассказывать простые истории». Жанровая классификация «Фрайди» чрезвычайно затруднительна, так как роман имеет некоторое сходство и с боевиком, и с мелодрамой. При этом в повествовании нет центральной идеи, нет обозначенного конфликта и ни один эпизод не акцентируется по сравнению с остальными. В финальной главе героиня прямо называет цепочку событий, приведших к совершенно логичному, на её личный взгляд, развязке; эти события глубоко второстепенны с точки зрения читателя. Однако более глубокий анализ показывает, что роман не содержит мотива протеста против дискриминации каких-либо меньшинств. Важнейшим драматическим двигателем сюжета является следующее противоречие: все доброжелательно настроенные к Фрайди люди — от босса Болдуина до доктора Джорджа уверяют её, что она человек, но мисс Джонс им не верит. Критики отмечали, что интеллектуально продвинутая обладательница аналитического ума Фрайди совершает слишком много ошибок, контрастирующих с авторскими декларациями. На самом поверхностном уровне это выражается в том, что «Фрайди постоянно подчёркивает отсутствие у себя красоты, однако мужчины и женщины соответствующей ориентации слетаются к ней, как пчёлы на мёд». Выводов из этого агонистка не делает. То же касается назойливой декларации, что Фрайди плохо знакома с человеческими культурными табу и обычаями, что не мешает ей эффективно работать как минимум несколько лет. Единственной хорошо продемонстрированной особенностью Фрайди является отсутствие чувств: любви, жалости, сопереживания, материнского инстинкта — отсюда её жажда вовлечённости. Однако, «чувственная ущербность взрослых персонажей Хайнлайна — это часть фирменного стиля автора».
В итоге оказывается, что наиболее точным определением жанровой природы «Фрайди» оказывается социальная фантастика, и в этом плане роман — это антиутопия. Хайнлайна не интересовало описание мрачного будущего как такового, поэтому XXII век у него достаточно привлекательный: будущее «прикольное, сумасшедшее, удивительное и, временами, довольно милое», так как массовые чистки, теракты, ядерное уничтожение целого мегаполиса неизменно оказывается за кадром. С одной стороны контролируется жизнь каждого индивида — доходы и расходы через кредитные карты, передвижения — через APV (authorized power vehicles), то есть ЛТС (лицензированное транспортное средство), но одновременно герои практически свободно пересекают границы, исповедуют свои взгляды, не видят откровенной нужды и голода. Из этого С. В. Голд выводил, что антиутопические элементы были необходимы Хайнлайну для исследования загнивания демократии как общественного института, но в целом «политическая составляющая в романе „Фрайди“ не просто мизерная, она микроскопическая». Ряд нестыковок С. В. Голд объяснял использованием Хайнлайном элементов романа воспитания: Фрайди во время действия романа должно быть от 25 до 30 лет, но психологически она намного моложе («С четырнадцати лет её домом была „Систем Энтерпрайзис“, где вместо мамы — медсестра, а вместо папы — тренер по айкидо»). По природе своей она наивна, ранима и бесприютна, поэтому главное содержание её образа — поиски Фрайди дома. В то же время роман воспитания в стиле Хайнлайна всегда построен на росте компетенций главного героя, что для Фрайди нехарактерно. Её умения и навыки всё время действия остаются на одном и том же уровне, единственное, что ей удаётся — ликвидировать последствия психологической травмы, но при этом «дикарка Пятница не становится чуть более цивилизованной». Из этого С. В. Голд выводил, что «Фрайди» — яркое свидетельство стремления Хайнлайна вырваться за пределы жанровых шаблонов. Однако, испытывая желание «вырваться из фантастического гетто», Роберт Хайнлайн не мог поступиться личными вкусами, опытом и ожиданиями рынка. Это не позволяло ему стать писателем-реалистом (как Герберту Уэллсу) и естественным путём толкало в направление модернизма и постмодернизма. «Выход за пределы научной фантастики означал отход от эпистемологической или гносеологической проблематики в сторону онтологической». Фактически из традиционной научной фантастики во «Фрайди» остался астронавигационный экскурс в 29-й главе; в остальном Хайнлайн свободно тасовал самые разные детали фантастического антуража, перестав мыслить как писатель-фантаст. По мнению С. В. Голда, все оборванные сюжетные линии, логические нестыковки и «невыстрелившие ружья» свидетельствуют, что Хайнлайн занялся деконструкцией научно-фантастического романа. Однако тенденция эта в его творчестве так и осталась в значительной степени нереализованной.

Его собственные литературные вкусы, которые охватывали Шекспира, Вольтера, Барта и Кейбелла, могли бы привести к весьма причудливым результатам. Но получилось то, что получилось. «Число зверя» и «Фрайди» не превратились в зрелый плод, оставшись промежуточными результатами на так и не завершённом пути. Тенденции, которые их питали, хорошо реализованы в «Иове», но эта изящная нововолновая штучка, на мой взгляд, только отнорок, разъезд, лежащий сбоку от магистрали, ведущей к смутно проступающей на горизонте цели. Писателю просто не хватило времени, чтобы до неё добраться.

## Критическое восприятие

### Рецензии восьмидесятых годов
В рецензии Library Journal говорилось, что Хайнлайн «вернулся к раннему стилю невероятных приключений, смешанных с полемикой, в повествовании о героических событиях специального курьера Фрайди Джонс». В обзоре Kirkus Reviews делался упор на то, что главная героиня — продукт евгенической инженерии с улучшенным интеллектом, обострёнными чувствами и рефлексами («внешне она тоже прекрасна»). Судьба Фрайди типична для творчества Хайнлайна — пережив немало горьких разочарований, компетентная и энергичная молодая женщина приживается в семействе, подходящем ей по компетенциям и интеллекту — микробиолога Джорджа, пилота Жана и архитектора Жанет, и отправляется колонизировать другую планету. «Лейбл „Хайнлайн“ остаётся неизменно привлекательным».

#### Томас Диш и Бейрд Сирлз
Писатель Томас Диш назвал «Фрайди» лучшим романом Хайнлайна за последние шестнадцать или двадцать лет, особенно на фоне того, что три его предыдущих романа (после «Луна — суровая хозяйка») скатывались по уровню от «плохих к ужасным». Старый мастер наконец-то решился вернуться к истокам, сюжетам и стилю, которые обеспечили ему славу. Начало интригует, а откровенно пародийный стиль наводит на мысль, что мисс Фрайди — своего рода «футуристический Джеймс Бонд». Это оказывается неверным, но динамичный темп повествования выдерживается до самого конца. Как всегда у Хайнлайна, чрезвычайно тщательно проработан фон фантастического мира, за которым читателю приходится «следить периферийным зрением». При этом читатель так никогда и не узнает, когда и почему распались Соединённые Штаты, поскольку всё изложение ведётся от лица Фрайди, а она, при всей своей женской раскрепощённости, «абсолютно невинна в политике». Диш назвал посвящение тридцати одной даме — «гаремом», который также намекает внимательному читателю на содержание книги. Она ни в коем случае не посвящена феминизму, хотя феминистские критики пытались представить мисс Фрайди «мачо-героиней» или, напротив, ругали этот образ как «влажные мечты подростков всех возрастов». Главной задачей Хайнлайна, как представлялось Т. Дишу, было вызвать следующую реакцию читателей: «отложив книгу, поразмышлять в тишине и одиночестве о сущности того, что делает человека человеком».
Писатель и критик Бейрд Сирлз счёл, что Фрайди представляет в творчестве Хайнлайна образ суперженщины, прототипами которой были Императрица Всех Миров Стар («Дорога славы») и Подкейн («Марсианка Подкейн», но ей ещё предстояло позврослеть). Фрайди молода, умна, активна и, вероятно, красива, хотя сама она скромно уточняет, что обладает лишь прекрасной фигурой. Роман и похож, и не похож на три предыдущие произведения Хайнлайна. Во «Фрайди» хватает сентиментальности и «диалогов обо всём на свете», но это компенсируется наличием, хотя и простого, сюжета, а также уравновешенностью действия и разглагольствований. Главной проблемой Сирлз счёл «неостановимые подростковые фантазии Хайнлайна о сексе»: чуть ли не все мало-мальски презентабельные персонажи оказываются в постели с Фрайди, и это касается даже женщин. Роберт Хайнлайн всегда оставался пуританином в отношении мужской гомосексуальности, но в остальном его герои не признают никаких запретов, не страдают собственничеством или расизмом, но зато и не демонстрируют сколько-нибудь зрелого эмоционального отношения к общению полов. Несмотря на «большое недоверие» к протагонистам, в романе превосходно выписаны детали фантастической вселенной, и если «Фрайди» — это не классический Хайнлайн, то максимальное к нему приближение.

#### Альгис Будрис и Том Стейкар
Альгис Будрис присоединялся к мнению, что «Фрайди» — первый хороший роман Хайнлайна за много лет подряд. Это непростое произведение, ибо, хотя сюжет слаб, но под ним кроются многослойные структуры. По Будрису, разница между «хорошим романом Хайнлайна и его заметками для себя на четверть миллиона слов» всегда заключается в исходном авторском послании. Предыдущим хорошим романом была «Луна — суровая хозяйка», так как её послание не было обращено к зеркалу, «и оно работает безотносительно того, поняли его или нет». Это же нивелирует хроническую болезнь Хайнлайна-писателя, у которого все герои говорят одним и тем же голосом и интонацией, применяя один и тот же вокабулярий. «Неглубокий сюжет» связан с повестью «Бездна», ибо таинственный работодатель Фрайди Джонс оказывается доктором Болдуином, да и генетически супер-женщина происходит от мистера и миссис Джозеф Грин. Фантастический мир и его социальная среда традиционно составляют сильную сторону Хайнлайна: здесь высокие технологии еле-еле балансируют над скатыванием в средневековье, и ничто в авторских построениях не вызывает протеста. В развитых странах экологический контроль: не используются машины на ископаемом топливе, вместо которых вернулся гужевой транспорт; но с другой стороны функционируют вечные аккумуляторы и платформы-антигравы, а просторы космоса бороздят звездолёты. Акапулько исчез в пламени ядерного гриба, из-за очередных разборок транснациональных корпораций, и под богатыми домами обустроены противоатомные бункеры. Это всё подано очень тонко: ни один из персонажей не читает лекций по политической географии, читателям обо всём приходится узнавать из случайных обмолвок героев. Будрис не уловил упоминаний третьей мировой войны и СССР/России. Общество стремительно расслаивается. Босс Болдуин предоставляет услуги своей спецслужбы любому платёжеспособному заказчику, что мы узнаём от самой Фрайди.
Главное в образе Фрайди — её психологическая травма, объясняемая тайной происхождения. Босс выкупил её из рабства, стёр её статус ИЧ из всех баз данных, но мисс Джонс одержима желанием доказать самой себе, что она «не ниггер». Её одержимость составляет постоянный фон любых её действий. Эти действия составляют фабулу — фактически сцепление путевых заметок, воспоминания о случайных встречах и прочее. Для приключенческого романа сюжет «Фрайди» слаб и хаотичен; также не соответствует роман и стандартному шаблону истории об андроиде, ибо и босс, и сам жизненный опыт Фрайди удостоверяют её человеческую природу. Фрайди — жертва социального самообмана, который навесил ярлык на продукты генной инженерии и подверг их остракизму. В этом плане крайне сомнительно, что такая сильная личность, как Фрайди, на всю жизнь утонула бы в рефлексиях, а не стала бороться с несправедливостью. Хайнлайн наверняка проводит скрытые параллели между статусом ИЧ и борьбой чернокожих за свои права, но развитие писателя остановилось на Бичер-Стоу, «не предполагая Ньютона и Мухаммеда Али». Парадокс в том, что этот сюжет — не более чем обманка, ибо глубинное содержание романа составляет исследование мира Робинзона Крузо глазами Пятницы. Если подобрать этот ключ, хаотичное сцепление эпизодов обретает стройность, а наивность Фрайди Джонс — объяснение. По сути, Хайнлайн продолжал ту же линию, которая лежала в основе «Истории будущего» и «Пасынков Вселенной» — в его сознании существовала прямая дорога от Реформации к Американской революции и Просвещению. Более того, эта линия беллетризована «одним из самых проницательных политологов нашего времени». Ещё в 1930-е годы он уловил тенденцию к упадку городов, стиранию гендерных различий и прочих симптомов Безумных Лет. Будрис заявил, что публикации достойны только те книги, которые каким-либо образом служат разъяснению окружающего мира и его улучшению. И в этом плане «Фрайди» окажется очень долговечной.
Рецензент Том Стейкар подчёркивал почти те же самые особенности романа. «Никто лучше Хайнлайна не умеет передавать предысторию в сюжете», не позволяя себе сбавлять темп повествования. Все элементы фантастического мира «Фрайди» уже существовали в 1982 году — контроль над финансами каждого человека, использующего дебетовую карту, прослушка телефонов и контроль корпораций над сферами жизни, которые не имеют прямого отношения к их деятельности. Это достойный фон для действий Фрайди Джонс — одной из лучших героинь, созданных Хайнлайном. Факт её принадлежности к ИЧ приводит к болезненной отчуждённости от общества, что является достойным поводом порассуждать о ценностях человеческого бытия в условиях личной свободы. «Читайте „Фрайди“, и старайтесь не проводить параллелей с сегодняшней действительностью».
В том же книжном обзоре Том Стейкар рецензировал английский перевод «Возвращения со звёзд» Станислава Лема. С «Фрайди» этот роман роднит главный герой, жаждущий любви и привязанности в отчуждённом мире.

#### Грэм Эндрюс и Стив Браун
Писатель Грэм Эндрюс соглашался с фактом «возвращения старого Хайнлайна», равно склонного к тщательной проработке второстепенных деталей и эпатированию читателей. Эндрюс не слишком высоко оценил образ Фрайди: якобы сверхразумная героиня попалась во все мыслимые ловушки, была ограблена собственной семьёй, а её поведение явно подтверждает нечеловеческую самооценку, ибо находится вне психобиологических параметров, которые определяют и ограничивают восприятие и поведение «нормальных людей». Хайнлан как научный фантаст любит применять метод системности и больше всего его интересует функционирование технических и общественных систем. Этот метод позволил ему создать бесспорный шедевр «Дверь в лето», но также и откровенно провальное «Не убоюсь я зла», а «Фрайди» находится где-то посередине между этими полюсами творчества писателя. Обычная для него избыточность в разработке бэкграунда оборачивается «белым шумом»: слишком много лишних рассуждений о генной инженерии, инопланетных колониях, корпоративных войнах и брачных соглашениях, которые никак не стыкуются друг с другом и не работают на сюжет. Само по себе всё это очень интересно, но Хайнлайн явно злоупотребляет эрудицией, а в финале и вовсе утрачивает контроль над повествованием, которое вырождается в «бледную пародию на мыльную оперу». При нормальной работе редактора можно было бы создать «старую добрую космическую оперу»: после существенного сокращения «мы бы получили на выходе идеальный текст для довоенного Astounding». Описать сюжет романа нелегко из-за его отсутствия: эпизоды отдельно, экшн отдельно, драматизм приносится в жертву сиюминутным прихотям автора и героев, и всё это накладывается на отсутствие сколько-нибудь внятной цели повествования. «Фрайди» — типичный плутовской роман, попурри в стиле «Молль Флендерс», «но написанный не Даниэлем Дефо, а претенциозным Гарольдом Роббинсом». Описанное Хайнлайном общество напомнило рецензенту роман Сирила Корнблата и Фредерика Пола «Гладиатор по закону» (1955). «Красный четверг» в романе представлен примерно в том же объёме, как битва при Ватерлоо в «Гордости и предубеждении» Джейн Остин, — то есть никак. Зато от прежнего Хайнлайна все герои унаследовали компетентность, все, кроме самой Фрайди, которую Г. Эндрюс назвал чуть ли не туповатой. Она не способна просчитывать своих действий и избегать проблем, а её сильная сторона — безудержная сексуальность. Неудивительно, что она нашла себя «на кроличьей ферме» среди звёзд. Несмотря на странное сочетание зрелой дамы и «хихикающего подростка» («смесь Подкейн и Модести Блейз»), Фрайди — одна из самых «освежающе позитивных» героинь Хайнлайна. Все прочие персонажи более или менее картонные, босс Болдуин — архетипический герой «Бездны», «одряхлевший супермен»; а понять его отношения с Фрайди сможет только читатель «Кукловодов». Подытоживая, «Фрайди» признана идеальным романом одновременно для поклонников Хайнлайна и его критиков, включая феминистских. «С возвращением, Роберт Э. Хайнлайн — всё прощено!».
Критик Стив Браун счёл роман увлекательным, хорошо написанным, демонстрирующим все лучшие стороны Хайнлайна-рассказчика; финал признан вполне удовлетворительным, хотя и банальным. «Ни одна из вышеперечисленных характеристик не была замечена ни в одном из произведений этого автора пятнадцати предыдущих лет». Сильной стороной Хайнлайна-писателя являлось умение создать связную и убедительную картину фантастического мира без бесконечных объяснений: сборку фрагментов мозаики производил сам читатель по мере развития сюжета. Именно во «Фрайди» Хайнлайн довёл свою манеру до верха совершенства. По мнению С. Брауна, книгу портят два навязчивых предмета — секс и политика, «которые продолжают терзать Хайнлайна полтора последних десятилетия, как если бы им управляли им же описанные кукловоды с Титана». При чтении эпизодов, связанных с сексом, создаётся ощущение, что они написаны «тринадцатилетним затюканным подростком». Все герои в высшей степени сексуальны, все «прыгают друг к другу в постель», сочетаясь в самых разных комбинациях; откровенно порнографических сцен нет, зато обрамляющие шутки «способны вызвать тошноту». За всё время действия Фрайди побывала участницей или гостьей трёх групповых семей из четырёх и более человек, не говоря о числе одноразовых или довольно длительных связей. «У меня складывается впечатление, что если бы все персонажи собрались в одной комнате, они бы немедленно накинулись друг на друга, не разбирая, кто есть кто». Подобное однообразие свойственно не только манере поведения, но и лексикону персонажей — строго говоря, герой в романе только один: Похотливая Компетентная Личность. Не менее эксцентричны и политические идеи, которые Браун обозначил так: «как если бы Айн Рэнд провела все свои лучшие годы в джунглях».

#### Даррел Швейцер и Рик Браун
Писатель-фантаст Д. Швейцер характеризовал роман как «долгожданное возвращение настоящего Хайнлайна», рассуждая о том, что писателей Робертов Хайнлайнов на самом деле двое. Первый начал карьеру рассказом «Линия жизни» и развивался поразительно быстро, став лучшим фантастом в мире после раннего Уэллса. Он был прирождённым рассказчиком, который никогда не повторялся, предлагая свежие и оригинальные фантастические миры и допущения. Как литератор, он первым в США «сделал читателя жителем будущего, а не досужим туристом», избавился от наукообразных лекций и утопических путешествий. «Каждый из фантастов, пришедших в жанр после Хайнлайна, в долгу перед ним, ибо он изменил наши представления о том, каким должно быть фантастическое произведение». Хайнлайн № 2 появился в «Звёздном десанте», и являлся закономерным развитием себя-прежнего, «как раковая опухоль является развитием здоровых клеток». Все достоинства первого Хайнлайна куда-то испарились: его герои читали бесконечные лекции, а в остроумных диалогах произносились совершенные благоглупости. «Чужак в чужой стране» писался так долго, что из письменного стола автора «явился кадавр, покрытый грибком и паутиной». Развитие писателя неостановимо шло именно в этом направлении, только в «Луне — суровой хозяйке» Хайнлайн № 1 временно восстановил контроль, но в «Не убоюсь я зла» власть «полностью захватил болтун». Карьера Хайнлайна № 1, казалось, завершилась. Происходило это из-за слишком серьёзного отношения к себе: ранний Хайнлайн упаковывал свои послания в острый сюжет, но в 1960-е годы годы он стал проповедовать напрямую, да ещё и в «самой отвратительной жеманной манере». Ранее такая же история приключилась с Роном Хаббардом — он стал слишком серьёзно относиться к себе («Как ни относись к саентологии, фантастика выиграла от того, что Хаббард представил её в серии научно-популярных книг, а не в трактатах, замаскированных под романы»), а затем к Хаббарду слишком серьёзно стал относиться ван Вогт и это сгубило и его.
Графоманская болезнь писателя длилась слишком долго, поэтому «Фрайди» читается как результат соавторства первого и второго Хайнлайнов: «рассказчик строго контролирует болтуна». Вполне возможно, что книга эта — «временная ремиссия», но она увлекательна, а фантастический мир — правдоподобная социально-политическая экстраполяция «здесь и сейчас». «Фрайди» будет принята любителями фантастики, уставшими от эскапизма и фэнтези. Хайнлайн № 2 привёл в роман нескольких персонажей, «которые предаются милым диалогам о сексе, занимаясь им», заметна фетишистская акцентуация на женских сосках, но всё-таки рассказчик держит графомана в узде. Фрайди — классический компетентный герой раннего Хайнлайна, только женского пола. Однако её способностей супермена недостаточно, чтобы остановить катящийся в тартарары мир, и после смерти босса (его организация очень напоминает таковую в «Кукловодах») Фрайди вынуждена сама искать работу, убежище и собственную идентичность. Хеппи-энд, по сути, вынужденный, это настоящий акт отчаяния: Хайнлайн № 1 убедился, что компетентные герои не в состоянии спасти мир, более того, «они едва в состоянии прикрыть собственную задницу». В этом плане «Фрайди» продолжает «Свободное владение Фарнхэма», где показан крах Белого Компетентного Мужчины, но Компетентная Женщина хотя бы спаслась сама. Роман легко читается и, несомненно, ценители будут его не раз перечитывать. Детали фантастического мира выпуклые и убедительные, и на фоне обычных для Хайнлайна персонажей-кукол сама Фрайди и её босс явно перерастают типажи и обретают качества полнокровной личности. Остальные герои не вызывают раздражения и появляются в нужных местах, помогая двигать сюжет. Концовка банальна, хотя и не столь нарочита, как финал «Пасынков Вселенной», где автор откровенно дёргал за ниточки; но в любом случае «плохие парни» (одна из них девушка) тоже оказались ИЧ, и все любимые главной героини оказались на одном звездолёте и одной планете. Д. Швейцер счёл, что разрешение личной ситуации для Фрайди как раз не надумано, воспринимаясь как награда.
В этом же номере журнала было напечатано письмо Рика Брауна с субъективной оценкой романа. Он вспоминал, что его знакомство с Хайнлайном началось с прочтения «Красной планеты» и это переросло в страстное увлечение фантастикой. Однако выход в свет «Звёздного десанта» заставил переосмыслить творчество Хайнлайна, и вдруг оказалось, что масса «раковых клеток» уже содержалась в предыдущих произведениях, искусно замаскированных стилем и манерой «показывать, а не рассказывать». Все персонажи соответствовали всего лишь трём маскам-типажам: «жёлчный и компетентный старик-наставник», «прекрасная, но безликая женщина, не уступающая мужчинам в уме и умении сражаться» и «юный идеалист, который внимает мудрости старика и следует желаниям прекрасной женщины». Однако в «ювенилиях» они были включены в сюжет, решали некие задачи и были вовлечены в приключения; проповеди, если и встречались, органично вписывались в бэкграунд и обосновывались сюжетом. С годами Хайнлайн отказался от сюжетов и заявил, что проповеди мудрого старца прекрасным дамам и юношам — это «то, что нужно читателям, или, по крайней мере, то, что он всегда хотел писать сам». Свои ощущения от нового Хайнлайна Браун предельно откровенно описал как «чувства девственницы, впервые совершающей фелляцию». Уже «Достаточно времени для любви» демонстрировали литературную неуклюжесть, самовлюблённость, многословие и массу иных недостатков. Дочитать «Число зверя» Брауну так и не удалось. «Фрайди» воспринималась с облегчением, с чувством, как Хайнлайн вернулся к самоконтролю; вскоре обнаружилось, что радость узнавания сильно ослабила «критический контур»: во время прочтения и даже некоторое время спустя книга нравилась. «По крайней мере эпизодов, когда герои болтают о том, какие они замечательные выживальщики, стало значительно меньше», но всё же больше, чем хотелось бы. Вдобавок, поздний Хайнлайн разучился закольцовывать свои произведения: разогнав сюжет, он не сумел отыскать финала и просто оборвал развязку. Во «Фрайди» нет сюжета, хотя в первых главах это нелегко заметить: романное действие замещается цепочками второстепенных малых эпизодов, которые достаточно занимательны, чтобы приковать внимание читателя, и двигать курьера Фрайди Джонс к следующим переживаниям и картинам жестокого будущего. Когда читатель ощущает вкус «этой видимости сюжета» и Хайнлайн доходит до критической точки, где сюжет должен «выстрелить», всё заканчивается или уходит в туман и сменяется чем-то ещё в той же самой манере. Героиня, от лица которой ведётся изложение, тоже не слишком естественна, потому что писатель демонстрирует свой идеал женщины, которая едва ли существует на свете. И всё-таки «Фрайди» — хорошая фантастика: Хайнлайн-рассказчик вернулся. Уместны интертекстуальные отсылки к «Бездне» и миру «Чужака в чужой стране», и когда сюжет движется — это вызывает живое чувство сопереживания, отсутствие фабулы почти не ощущается.
Финальная часть романа показалась Брауну фальшивой и надуманной. После смерти босса (одновременно наставника и генетического родителя) Фрайди нанимается курьером, чтобы доставить оплодотворённую яйцеклетку правителя планеты Реальм. Сама она считает, что контейнер с биоматериалами помещён в небольшую полость в её пупке, однако заказчики сделали Фрайди живым инкубатором, хотя она хирургически стерилизована. «Для чего властям Реальма нужно было посылать для этой миссии кого-то на Землю, так и не объясняется. Можно сделать вывод, что у них не было необходимых технологий: на планете, где в конечном итоге оказалась Фрайди, таких технологий тоже нет; но Реальм описан как мир, не менее богатый и технологичный, чем старая Земля». Непонятно также, почему для столь деликатной миссии избрали курьера-боевика, профессия которой обязывает быть подозрительной и просчитывать ситуации за много шагов — эти навыки и позволили героине сбежать. «Неужели было трудно нанять суррогатную мать (или двух, или шестерых, или девяносто) и посадить их на разные звездолёты?» Можно пофантазировать, что требовалась яйцеклетка именно Фрайди — генетического сверхчеловека, чьи качества явно потребуются будущему абсолютному тирану. По-видимому, Хайнлайна в последнюю очередь интересовала логичность и правдоподобие обрисованной им коллизии: он стремился легко разрешить проблемы своей героини. «Учитывая всегдашнее внимание Хайнлайна к детальности и правдоподобию бэкграунда, предыстории и мотивации персонажей — это серьёзно разочаровывает».

#### Спайдер Робинсон и Дэвид Лэнгфорд
Спайдер Робинсон назвал «Фрайди» лучшим из того, что Хайнлайн опубликовал за предыдущее десятилетие, а саму повествовательницу и протагониста — «одним из наиболее привлекательных образов». Масштаб повествования грандиозен — это путеводитель по перенаселённой и находящейся в перманентном кризисе Земле, поданный с позиции привилегированного наблюдателя. Роман посвящён трём главным темам Хайнлайна: природе личности, природе мудрости и природе реальности. Во «Фрайди» они рассматриваются с позиции грядущего конца света. Сама героиня, как и полумарсианин Смит («Чужак в чужой стране»), не считает себя человеком — и совершенно напрасно. По сути, мисс Джонс соответствует формуле Джона Кемпбелла о супермене, который «настолько же человек, как ты и я». Однако искусственные люди мира «Фрайди» по своему статусу занимают среднее положение между говорящей собакой или умственно отсталым индивидом («которого терпят, но презирают»). Получив такую выучку в приюте, Фрайди много лет выдаёт себя за человека, но сама так не сумела в этом убедиться. Она привлекательна внешне, умна, превосходит обычных людей по силе реакции и физической силе, но при этом страдает гигантским комплексом неполноценности, который надеется компенсировать чувством принадлежности, в первую очередь — к семье. Социально-политическая реальность явно не на её стороне: Северная Америка балканизирована, правительственные структуры любого уровня в принципе уступают транснациональным корпорациям. Вне Земли развиваются как минимум восемь колоний на землеподобных планетах, но очень трудно понять, какая станет подходящим место для эмиграции, так как пиар-материалы создаются теми же корпорациями. Сага о Фрайди происходит в последние дни земной цивилизации, когда контроль над общественными процессами утерян окончательно, а впереди маячат откровенно безумные перспективы. Босс Фрайди — едва ли не последний человек, озабоченный выживанием в новые Тёмные века, но при этом он, выражая авторский голос Хайнлайна, — изрекает по адресу цивилизации очень мало негативных суждений («даже о юристах»). Образ босса — это пасхалка для всех читателей финала «Числа зверя», ибо он оказывается выходцем из параллельной вселенной, где разворачивается действие повести «Бездна». Ибо только этим можно объяснить его «поразительную некомпетентность и глупость» — не подготовив Фрайди к самостоятельной жизни в мире и не обучив её сверхчеловеческому мышлению. Она оказывается для босса всего лишь идеальным инструментом, и он даже не позаботился использовать её бесценное генетическое наследие для будущего человечества, вернув Фрайди репродуктивные способности.
Дэвид Лэнгфорд заявил, что согласен с «поднятой издательством шумихой» и признаёт «Фрайди» лучшей вещью, написанной со времён «Луны — суровой хозяйки», но только по сравнению с сентиментальным «Не убоюсь я зла», многословным «Достаточно времени для любви» и откровенно безвкусным «Числом зверя». Новый роман Хайнлайна совсем неплох, но не может сравниваться с его лучшими произведениям. Достоинства тоже неоспоримы: изобретательно и умело поданный фантастический мир, остроумие и постоянный драйв. Главный недостаток — отсутствие сюжета, который автор изо всех сил пытается заменить путевыми заметками. Семистраничная лекция по астронавтике ближе к концу книги раздражает не на шутку, ибо ничем в тексте не обусловлена, разве что «желанием Хайнлайна похвастаться, что он научился составлять на компьютере звёздные карты». При этом первые главы выдержаны в захватывающем стиле старого доброго Хайнлайна, но уже на 25-й странице сюжет заканчивается. Дальше остаётся одна Фрайди, которая является комбинацией «стандартного Компетентного Человека» с Подкейн (правда, постарше и с менее отвратительным характером). Её статус ИЧ внешне вообще неустановим, но она чрезвычайно болтлива и норовит рассказать обо всём любому лицу, кто общался с ней более пяти минут. Напротив, фантастический бэкграунд превосходен, особенно идея тотальной балканизации всех стран и всевластия транснациональных корпораций, «которые с радостью уничтожат какой-нибудь город, чтобы заключить выгодную сделку». Начавшийся на 91-й странице «Красный четверг» обещал возвращение к сюжету, оставшемуся нереализованным. Спустя примерно 250 страниц «таинственная оргия саботажа и убийств» небрежно объясняется перестановками в правлении очередной корпорации. Босс Болдуин является очередной реинкарнацией старого Джубала Харшоу, и его появление в очередной раз хоронит надежду на возвращение сюжета. В итоге женщина-супермен, обладательница обострённых чувств, свербыстрого ума, силы и рефлексов становится домохозяйкой на Новом Фронтире, растит детей и кошек, и составляет поваренную книгу. А Хайнлайн возвращается к своему любимому приёму, «умыв руки от нашей цивилизации»:

Раздробление государств символизируют его любимый симптом культурной болезни: отождествление себя со своей расой, религией, языком, полом или ассоциацией научной фантастики, а не вхождение в состав США и не поклонение Роберту Хайнлайну. Другие симптомы включают грубость по отношению к Роберту Хайнлайну, принуждение Роберта Хайнлайна платить чрезмерные налоги и написание плохих рецензий на книги Хайнлайна…

### Двадцать первый век

#### Джо Уолтон, Дж. Николл
Писательница Джо Уолтон назвала свою ретро-рецензию «Ужасная книга, которую я люблю». Она вспоминала, как семнадцатилетней в одно «дождливое субботнее утро» 1982 года наткнулась на новый роман Хайнлайна, «и тут же выглянуло солнце…, и я вдруг оказалась на другой планете». Субъективно Уолтон подчёркивала, что «Фрайди» выделяется на фоне позднего творчества Хайнлайна. Эта книга посвящена решению сложнейшей задачи — что именно делает человека человеком, как обрести уверенность в себе, и всё это упаковано в сюжет боевика, главным героем которого является женщина. При перечитывании в XXI веке оказывается, что фантастический мир по-прежнему актуален и динамичен, Хайнлайну удалось предсказать господство всесильных транснациональных корпораций, ведущих между собой настоящие войны («правда в поисковых системах интернета нет ничего лишнего — но это вечная неудача фантаста, воображающего информационную сеть»). Главная героиня вызывает сопереживание и, как положено в жанровой литературе, позволяет отождествить читательницу с собой. Единственной проблемой книги остаётся отсутствие сюжета. Фабула рыхлая и клочковатая: писатель Хайнлайн умеет завлечь читателя, он буквально принуждает читать главу за главой, но на поверку выясняется, что набор событий ведёт героев и читателя в никуда: никакие проблемы не разрешаются, часть персонажей возникает из ниоткуда и уходит в никуда, а финал просто оборван. Это даже не роман воспитания, ибо Фрайди не меняется с течением событий («не считать же признаком зрелости то, что она прощает насильника»). Поздний Хайнлайн разучился критически относиться к своим рукописям и перестал отличать важное от второстепенного. Фантастический мир «Фрайди» интереснее, чем её действие. Часть «ружей на стене» так и не стреляет, особенно это касается интертекстуальной переклички с повестью «Бездна», однако от других романов Хайнлайна «Фрайди» отличается лёгкостью и красотой слога и ясностью изложения. «Почти всё, что я знаю о сюжетопостроении, я постигла, бессонными ночами размышляя о финале этой истории».
Канадский независимый обозреватель фантастики Джеймс Николл вспоминал, что после романа «Число зверя» многие поклонники Хайнлайна сочли «Фрайди» сигналом возвращения «старого доброго Хайнлайна». На самом деле, ничто в поведении Фрайди не намекает на то, что она «сверхкомпетентный сверхчеловек» — весь её путь в романе заключается в «метаниях от одного кризиса к другому», в чём отчасти повинен её литературный босс Болдуин, а отчасти и сам Роберт Хайнлайн, который к тому времени не утруждал себя увязкой сюжетов. Не случайно, что заглавие вызывает ассоциации с фильмом «Его девушка Пятница»: босс Болдуин, насколько это можно понять, никак не готовил Фрайди к жизни после исчезновения его организации. Как обычно в позднем творчестве Хайнлайна, текст переполнен лекциями, которые герои читают друг другу. Тематика их самая разнообразная: от жалоб на всеобщее хамство до способов уклонения от налогов, доказательства, что мир пошёл вразнос, и апологии супермонополии на энергоносители. «У меня возникло чувство, будто я слушая старый спор, начало которого пропустил». Сцены, действие которых разворачивается в Калифорнии, полны едкого сарказма по отношению к общественным крайностям этого штата. То, что «роман не так ужасен, как остальные вещи позднего Хайнлайна» вряд ли его заслуга. Главным содержанием произведения являются отчаянные поиски Фрайди того, кто её полюбит, но эти поиски осложняются её генетически модифицированной природой. Ближе к финалу книги есть поучительный эпизод, когда мисс Джонс встретила другого ИЧ, они почувствовали обоюдное влечение, но так и не смогли найти общего языка, ибо обоих воспитывали в убеждении, они по сути своей не способны к любви. Напротив, не очень логично то, что Фрайди находит себя в материнстве — но такова жизненная установка самого Хайнлайна.

#### С. Уилсон, П. Дома
Писатель и критик Стивен Хауэлл Уилсон в своей ретро-рецензии вспоминал, как этот роман ему подарили в выпускном классе школы на Рождество, и именно с «Фрайди» он сделался преданным почитателем Хайнлайна. В некотором смысле роман напоминает «Гражданина Галактики» — это травелог, в центре которого молодая женщина осваивается в странном, чудесном, а порой и враждебном мире будущего, найдя свою судьбу меж звёзд. Фрайди, как и Торби Баслим, — изгой, освобождённая рабыня, вынужденная скрывать прошлое и свою истинную природу искусственного человека, и не связанная гражданством, лояльностью или культурными узами. В романе множество узнаваемых мотивов Хайнлайна: героине помогают бескорыстные добросердечные незнакомцы, у неё есть грубоватый пожилой наставник, а успеха позволяют добиться ум и упорство и глубина восприятия. Фрайди Джонс очень женственна, хотя и превосходит по силе и интеллекту большинство мужчин, с которыми сталкивается по ходу действия. Одновременно она очень одинока, и в лице Жанет, кажется, нашла замену матери, которой у неё никогда не было. «Фрайди» — один из четырёх романов Хайнлайна, где изложение следует от лица персонажа-женщины (ещё «Марсианка Подкейн», «Число зверя» и «Уплыть за закат»). В известном смысле это одиссея, только Одиссей, когда искал свой дом, вряд ли пытался отыскать живое существо, к которому мог бы привязаться чисто эмоционально. Юноши-бойскауты «ювенилий» Хайнлайна тоже не задавались такими вопросами. Этот роман очень подходит, чтобы познакомить неофитов как с творчеством Хайнлайна, так и с фантастической литературой вообще.
Присцилла Дома (журнал Bifrost), рецензируя французский перевод «Фрайди», отметила, что уже название должно сориентировать читателя: роман — это «Робинзон Крузо наоборот, история о заблудившемся путнике, пытающемся выжить в эмоциональной пустыне перенаселённого общества», и откровенно политнекорректное размышление о рабстве и жертвенности — навязанной и добровольно принимаемой. Хайнлайн создал карикатуру на самого себя и современное ему общество, описав классическую антиутопию, в которой транснациональные корпорации вообще не интересуются ничем, кроме прибылей. Как всегда, фантастический мир интересен, представлена «восхитительная галерея архетипических второстепенных персонажей (либертарианская семья, сердобольный наёмник, продажный адвокат и т. д.)». Гротеск необходим, когда Хайнлайн переосмысливает свои ранние романы, прежде всего «Гражданин Галактики», «Луна — суровая хозяйка» и «Бездна»; картина мира развивает его историю будущего, но альтернативна к её реалиям. Доктор Болдуин — главный двигатель сюжета «Бездны», безумный учёный-одиночка, который вынужден шантажом заставить Джозефа Грина вернуть чертежи сверхбомбы, которую сам же Болдуин и изобрёл. И он, и Грин принадлежат группе сверхгениев, воображающих себя новой расой, «homo novis», последней представительницей которой, сама того не подозревая, однажды станет Фрайди Джонс. Грин при этом, как и его генетическая внучка Фрайди, отчаянно пытается остаться человеком в нечеловеческом окружении. По мнению П. Дома, теснейшая связь «Бездны» и «Фрайди» заключается в осознании, насколько устарели неодарвинистские идеологические установки, насколько они анекдотичны в картине реальной политической и экономической власти. Неудивительно, что Фрайди, «чья судьба полностью опровергает веру в спасение человека через науку», может спастись в самом буквальном смысле на небесах. С литературной точки зрения «Фрайди» — это «научная фантастика без излишеств, именно такая, как всем нравится», роман можно воспринимать как шпионский триллер или смаковать проблемы генной инженерии и личной свободы в информационном постиндустриальном обществе. Текст будет хорошо воспринят давними поклонниками Хайнлайна, и годится для первоначального ознакомления с его творчеством.

#### Блогосфера
Независимый блогер Ник Хоу высказывал мнение, роман выдержал испытание временем, ибо отличается несомненными литературными достоинствами и во многом опередил эпоху. В романе очень точно описаны механизмы работы интернета и поисковых систем, наподобие Google, — и это за два года до выхода в свет «Нейроманта» Уильяма Гибсона. В романе босс поручает Фрайди задачу, немыслимую в 1982 году без огромных картотек и библиографических каталогов — ненаправленный и неконтролируемый информационный поиск. Хайнлайн осмелился открыто написать о распаде США задолго до того, как на это осмелились политические аналитики. Наконец, он много писал об экологических проблемах до того, как оформились движения за устойчивое развитие. В романе очень тонко и глубоко исследуются расовые предрассудки и бытовой сексизм, вопросы жестокости полиции и коррупции среди госслужащих, и — любимая тема Хайнлайна — отношения личности и государства. «Из этого могла получиться прекрасная экранизация, если бы только нашёлся адекватный сценарист». Во «Фрайди» используется многолетний излюбленный приём Хайнлайна — представлять общество через рекламные объявления и передовицы СМИ. Писательница и журналист Тамара Вайлайт не соглашалась с жалобами, что в романе нет сюжета: главная героиня стремится к самоопределению и хочет обрести свой дом. Как всегда у Хайнлайна, детально проработан фантастический мир с социальными и политическими нюансами, включая войны между транснациональными корпорациями. По форме — это классический научно-фантастический роман с сильными пережитками палп-беллетристики, так как в книге очень много Deus ex Machina. Как научная фантастика, «Фрайди» переполнена удачными прогнозами: Хайнлайну удалось описать мир, по-настоящему пронизанный интернетом. Благодаря глобальной сети возможна оплата счетов онлайн, трансляции концертов в прямом эфире, прослушивание новостей через компьютер, поиск информации через комбинации ключевых слов. «Интересно, окажется ли пророчеством программа для сжигания кредитных карт — встроенная в консоль система, буквально сжигающая украденную кредитную карту, чтобы её нельзя было использовать снова?». Очень точно предсказана политика размывания идентичностей, а также гендерно-нейтральные туалеты в Калифорнии.
Ещё один канадский книжный обозреватель сетовал, что в романе отсутствует чётко обозначенный конфликт, намеченные сюжетные линии провисают и обрываются, а концовка непереносимо банальна («что-то в духе эпилога Гарри Поттера, где все переженились друг на друге»). Верно обозначив технические моменты, Хайнлайн допустил по-настоящему серьёзную ошибку: он не понял, что из-за повсеместной интернетизации радикально поменяется система управления, экономическая система и транспорт, что закономерно изменит и способы коммуникации. Однако общение людей в мире Хайнлайна осталось таким же, каким и в 1980-е годы. Блогер Андрей Яшурин однозначно заявил, что «Фрайди» — не лучшая из книг Хайнлайна. Как всегда, персонажей невозможно отличить одного от другого, «все милы и легки, добры, искренни, щедры и обаятельны» и ещё отличные повара и домохозяйки. В этом контексте совершенно неуместной смотрится полиамория, и так и не объяснено, как же она сделалась культурной нормой. Сетевой писатель Т. Джексон, позиционирующий себя как поклонник Хайнлайна, полагал, что роман требует защиты от критиков. Рецензенты не желают замечать, что центральной темой романа является понятие человечности и его определения. Мало кто прочитал в романе, что Фрайди была заранее сформирована по определённым стандартам, получив лабораторным путём интеллект, спортивные данные и физические параметры. Она сразу позиционировалась как имущество, и, отчасти считает себя таковым. Первая её профессия — секс-работница, а точнее, «секс-рабыня»; отсюда более спокойное внешне отношение к любым проявлениям в половой сфере и нестандартная реакция на групповое изнасилование (после которого босс обеспечил Фрайди физическую и психическую реабилитацию). То, что Фрайди не убила Персиваля, примирилась с ним, а затем и вышла за него замуж — вполне логичное следствие длительного процесса очеловечивания героини, которая многие годы воспринимала копуляцию как средство хотя бы на время преодолеть одиночество. Хайнлайн превзошёл самого себя, полностью отойдя от чёрно-белых жанровых клише и размыв все мыслимые ментальные, социальные и прочие границы, добившись «насыщенной гаммы всех оттенков серого, как и в реальной жизни». Все прочие обвинения и критические высказывания сводятся к формуле «я бы так не написал».

## Издания
Роман номинировался на следующие премии:
- 1982 — «Небьюла» в категории «Лучший роман»[66];
- 1983 — «Хьюго» в категории «Лучший роман»[67];
- 1983 — «Локус» в категории «Лучший научно-фантастический роман»[68];
- 1983 — «Прометей» в категории «Лучший роман»[69].

«Фрайди» вошла в шорт-лист голосования «Локуса» и «Хьюго», но в итоге так и не удостоилась наград. Роман переводился на португальский (3 тома, 1983), нидерландский (1983), немецкий (1983), французский (1985), итальянский (1987, 1996), чешский, болгарский, польский, эстонский (1993) языки, в 1984 году вышли переводы на японский язык и на иврит. Из-за особенностей языка, португальский перевод вышел под английским именем героини — Friday. Как отмечал исследователь и переводчик С. В. Голд, ни один иностранный перевод не избежал сокращений («похоже, переводчики или редакторы выборочно обрезали абзацы, пытаясь добавить тексту динамичности»). Хайнлайн не делал скидок на интеллектуальный уровень своих читателей, поэтому в немецких и французских изданиях появились «тёмные места», данные подстрочником. Лучшими переводами с точки зрения передачи авторских идей и стиля С. В. Голд считал польский и чешский. На русском языке существуют три перевода, два из которых печатались на бумаге: Ф. Сарнова (три издания в 1993—2017 годах, одно называлось «Пятница, которая убивает») и Н. Сосновской (шесть изданий в 1993—2010 годах, одно называлось «Меня зовут Фрайди»), а электронный текст Максима Алгинина (1994) размещён в «Библиотеке Мошкова». По мнению С. В. Голда, все русские переводы имели те же недостатки, что и все остальные языковые версии: «неверные интонации, разрушающие цельный образ героини». Диалоги в переводе Сосновской признавались более живыми, чем у Ф. Сарнова, однако во всех переводах нивелируется прямая речь, в оригинале Хайнлайна включающая массу нюансов, включая диалектизмы, неправильное построение грамматики и редкие слова. «…У самой Фрайди… есть присущие только ей характерные особенности речи, которые наиболее отчётливо проявляются в её внутренних монологах», и эта манера постепенно меняется к концу повествования.
- Robert A.  Heinlein. Friday : First Ballantine Books edition / Cover art by Michael Whelan. — New York : Del Rey Book; Ballantine Books, 1983. — 357 p. — ISBN 0-345-30988-X.
- Меня зовут Фрайди / Пер. с англ. Н. Сосновской. — Рига : Полярис, 1993. — 463 с. — (Миры Роберта Хайнлайна. Кн. 15). — 50 000 экз. — ISBN 5-88132-025-5.
- Пятница, которая убивает; Магия. Инкорпорейтед : Романы : [Пер. с англ.] / Роберт Хайнлайн; Худож. П. Храмцов. — Москва : ПОО «Фабула», 1993. — 384 с. — (МАФ. Мастера американской фантастики). — ISBN 5-86090-153-4.
- Фрайди : [фантастические романы] / Роберт Хайнлайн; пер. с англ. А. Лазарчука, Н. Сосновской. — Москва : Эксмо, 2010. — 764, [2] с.; 21 см. — (Весь Хайнлайн) (Отцы — основатели) (Sci — Fi — Foundation). — ISBN 978-5-699-46045-8.
- Хайнлайн Р. Фрайди : [роман] ; Бездна : [повесть] / перевод с английского Феликса Сарнова, Галины Усовой; Пред. С. В. Голд. — Санкт-Петербург : Азбука, 2017. — 476, [2] с. — (Звёзды мировой фантастики). — Издательство выражает благодарность С. В. Голд (swgold) за помощь при подготовке книги. — 4000 экз. — ISBN 978-5-389-13273-3.

### Комментарии
1. ↑  Джеймс Гиффорд уточнял, что впервые сюжет о генетически выведенных специализированных существах-рабах Хайнлайн реализовал в рассказе «Джерри — человек», опубликованном в журнале Thrilling Wonder Stories (№10, 1947)[13].
2. ↑  Розничная цена такого компьютера составляла около 1500 долларов, что при уровне цен 1981 года примерно равнялось разовому гонорару Хайнлайну без учёта роялти. «„Зенит“ был по тем временам продвинутым персональным компьютером, имел 48 килобайт оперативной памяти, жёсткий диск на 10 мегабайт, дисковод (флопик) для дискет 5,25 дюйма и операционную систему H-DOS. Никакой графики, естественно. Зелёные „осциллографические“ надписи и отчаянно бликующий экран»[15].
3. ↑  Все имена — только женские, включая супругу Вирджинию, Урсулу Ле Гуин, медсестру Бетси Кертис, Кэтрин Спрэг де Камп — супругу писателя, литературного агента Элеонору Вуд, Элинор Басби — супругу редактора фэнзина, супруг Джо Холдемана (Мэри Гэй), Спайдера Робинсона (Жанна), Лестера дель Рея (Джуди Линн), Пола Андерсона (Карен), Ларри Нивена (Мэрилин), Джерри Пурнелла (Роберта), актрису Нишель Николс, супругу адвоката Хайнлайна Тамеа Дула, Верну — дочь писателя Эдварда Смита, и Юмико — дочь японского переводчика Тэцу Яно[16][17].
4. ↑  Джеймс Гиффорд отмечал, что «Фрайди» — единственный роман Хайнлайна, в котором межзвёздные перелёты играют важную роль в сюжете, но при этом не упоминаются инопланетяне[24].
5. ↑  Джо Сандерс обращал внимание на то, что Фрайди отрицает свою красоту, хотя, будучи проектом генных инженеров, должна обладать совершенной внешностью[28].
6. ↑  В обобщающей монографии о развитии фантастики после 1980 года, Н. Элефнави повторял тезисы о неоригинальности Хайнлайна, заявив, что «Фрайди» не выходит за пределы стандартной для 1980-х годов тематики — продвинутых биотехнологий и транснациональных компаний, уничтожающих традиционные государства. При этом дожившие до восьмидесятых годов писатели «Золотого века», включая самого Хайнлайна, предпочитали бесконечно тиражировать полюбившиеся публике образы и темы, осваивая новые рынки. Хайнлайн вернул к жизни Лазаруса Лонга, написав про него три романа, Айзек Азимов выпустил два сиквела и два приквела к «Основанию»[35].
7. ↑  Хайнлайн очень противоречиво описывал физиологию Фрайди. Несколько раз упомянуто, что она обратимо бесплодна, но у неё нормальный менструальный цикл, и сущность манипуляций над нею не поясняется. Если заказчиками с Реальма была использована её яйцеклетка, тогда «они (а) восстановили её фертильность, (б) извлекли одну из яйцеклеток, которую затем оплодотворили, а затем (в) восстановили её стерильность, хотя и знали, что им придётся убить её после рождения ребёнка»[53]. Масса нестыковок и далее: курьеру не нужно знать имя заказчика, и вполне можно было сообщить Фрайди, что её избрали инкубатором для некоего бизнесмена. Профессия суррогатной матери вполне уважаемая и хорошо оплачивается, судя по тем объявлениям о вакансиях, которые мисс Джонс читала, оставшись безработной. Вместо этого Фрайди отправляют в межпланетный круиз, тратя огромные деньги (надзор осуществляют не только охранники, но даже капитан корабля), и не включают в её команду врача. Странно и то, что в пупочный контейнер не положили обманку, ибо Фрайди вполне могло бы прийти в голову проверить свой груз. Неясно, почему Фрайди удивилась, что беременна не потому, что знает о своём бесплодии, а потому, что не имела полового партнёра в последнее время. Но если она бесплодна, то ощутив симптомы беременности (при её интеллектуальности и эрудиции она недолго останется в неведении) курьер Фрайди тем более быстро заподозрит неладное — «это ли не причина не использовать её?» Она прекрасно понимает, что будет жить ровно до момента окончания миссии — то есть рождения ребёнка, и опасность представляет именно то, что она с самого начала знает заказчика. На фоне заданий босса «это откровенная глупость»[53].
8. ↑  Лэнгфорд опубликовал и более жёсткую заметку в журнале ролевых игр White Dwarf. Фантастический мир, в котором всемогущие корпорации без колебаний уничтожают «очаги необоснованного сопротивления продажам», прописан очень хорошо. Вместе с тем, в романе много такого (особенно сцена изнасилования), «что разозлит даже самую неискушённую феминистку». Сюжет романа сравнивался с «комом недоваренного спагетти»[55].

### Рецензии
- Brown S. Reviews: Books, Etc. b :  [англ.] // Thrust—Science Fiction in Review. — 1983. — № 19. — P. 25—26. — ISSN 0198-6686.
- Budrys A. Books: [Friday, Robert A. Heinlein] :  [англ.] // The Magazine of Fantasy & Science Fiction. — 1982. — Vol. 63, no. 5, № 378 (November). — P. 55—58. — ISSN 0024-914X.
- Disch T. M. Review: [Friday by Robert A. Heinlein] :  [англ.] // Rod Serling's The Twilight Zone Magazine. — 1982. — Vol. 2, no. 6 (September).
- Friday by Robert A. Heinlein. Release date: June 1, 1982 (англ.). Kirkus Reviews. Дата обращения: 4 августа 2025.
- Friday: a personal reaction by Rich Brown :  [англ.] // Science Fiction Review. — 1982. — Vol. 11, no. 4, № 45. — P. 38—39. — ISSN 0036-8377.
- Hough N. Ahead of its time: Robert Heinlein’s “Friday” (англ.). Plateroom 28. Musings and writings by Nick Hough (14 апреля 2022). Дата обращения: 4 августа 2025.
- Langford Dave. Goolies Grabber :  [англ.] // Vector : The Critical Journal Of The BSFA. — 1982. — № 110. — P. 40—42. — ISSN 0505-0448.
- Robinson S. The Reference Library :  [англ.] // Analog Science Fiction/Science Fact. — 1982. — Vol. CII, no. 10 (September). — P. 103—107.
- Searles B. [Friday By Robert A. Heinlein] :  [англ.] // Isaac Asimov's Science Fiction Magazine. — 1982. — Vol. 6, no. 9, № 56 (September). — P. 18—19.
- Staicar T. Book Reviews :  [англ.] // Amazing Science Fiction Stories. — 1982. — Vol. 28, no. 8 (November). — P. 8, 10, 12. — ISSN 0279-6040.
- Schweitzer P. The Vivisector: The Old Master’s Return Part I — Old Heinlein Collaborates with New Heinlein :  [англ.] // Science Fiction Review. — 1982. — Vol. 11, no. 4, № 45. — P. 33—35. — ISSN 0036-8377.
- Walton J. The worst book I love: Robert A. Heinlein’s Friday // What Makes This Book So Great. — London : Corsair, imprint of Constable & Robinson Ltd, 2015. — P. 211—213. — xi, 467 p. — ISBN 978-1-47211-161-6.
  - Walton Jo. The worst book I love: Robert Heinlein’s Friday. The Reactor newsletter (14 июня 2009). Дата обращения: 4 августа 2025.

### Биографии, монографии, статьи
- Clareson T. D., Sanders J. The Heritage of Heinlein : a Critical Reading of the Fiction / Foreword by Frederik Pohl. — Jefferson, North Carolina : McFarland & Company, Inc., Publishers, 2014. — ix, 221 p. — (Critical explorations in science fiction and fantasy ; 42). — ISBN 978-0-7864-7498-1.
- Elhefnawy N. The Problem of Belonging in Robert A. Heinlein’s Friday (англ.). FOUNDATION: THE INTERNATIONAL REVIEW OF SCIENCE FICTION, Summer 2006, pp. 34—46. Raritania (27 августа 2009). Дата обращения: 5 августа 2025.
- Gifford J. Robert A. Heinlein: A Reader's Companion. — Sacramento : Nitrosyncretic Press, 2000. — xxi, 281 p. — ISBN 978-0-9679-8740-8.
- Mendlesohn F.[англ.]. The Pleasant Profession of Robert A. Heinlein. — London : Unbound[англ.], 2019. — 416 p. — ISBN 978-1-78352-680-2.
- Stover L. Robert A. Heinlein. — Boston : Twayne Publishers, 1987. — [xvii], 147 p. — (Twayne's United States Authors Series). — ISBN 0-8057-7509-9.
- Паттерсон У. Роберт Э. Хайнлайн в диалоге со своим веком / Пер. А. Речкина. — Минск : Актиния, 2020. — Т. 2: 1948—1988: мужчина, который стал совершенным. — 656 с. — Печатается на правах рукописи. — 30 экз.
- Хайнлайн Р. Ворчание из могилы / Под ред. Вирджинии Хайнлайн; Пер. с англ. С. В. Голда. — М. : Эксмо, 2021. — 480 с. — ISBN 978-5-04-122890-3.